# Ceyx cianopectus
El martín pescador pechiazul (Alcedo cyanopecta) es una especie de ave coraciforme de la familia Alcedinidae endémica de Filipinas.

## Distribución y taxonomía
Ocupa las islas centrales y del norte de Filipinas, donde son una especie poco común pero localmente abundante. Hay dos subespecies, la nominal que se encuentra en las islas de Luzón, Polillo, Mindoro, Sibuya y Ticao, y A. c. nigriostris que se encuentra en las islas de Panay, Negros y Cebú. Forma una superespecie con el martín pescador plateado del sur de Filipinas.

## Comportamiento
El martín pescador pechiazul se alimenta de peces e insectos acuáticos. Se posa en las rocas y ramas que cuelgan por encima del agua y se zambuye en picado para pescar las presas que pasan por debajo. Una vez que las ha atrapado vuelve al posadero donde las golgea y se las traga. Se sabe poco de su comportamiento reproductivo, salvo que anida en túneles que cava en los taludes fluviales arenosos.